# Ecomuseu Terra Mater
O Ecomuseo Mater Terra – Ecomuseu de la Tierra de Miranda é um museu localizado na freguesia de Picote, no concelho de Miranda do Douro, Portugal. Impulsionado pela Associação Frauga, e reaberto em 2023, é dedicado ao estudo, salvaguarda e defesa do património cultural e natural de Picote.

## História

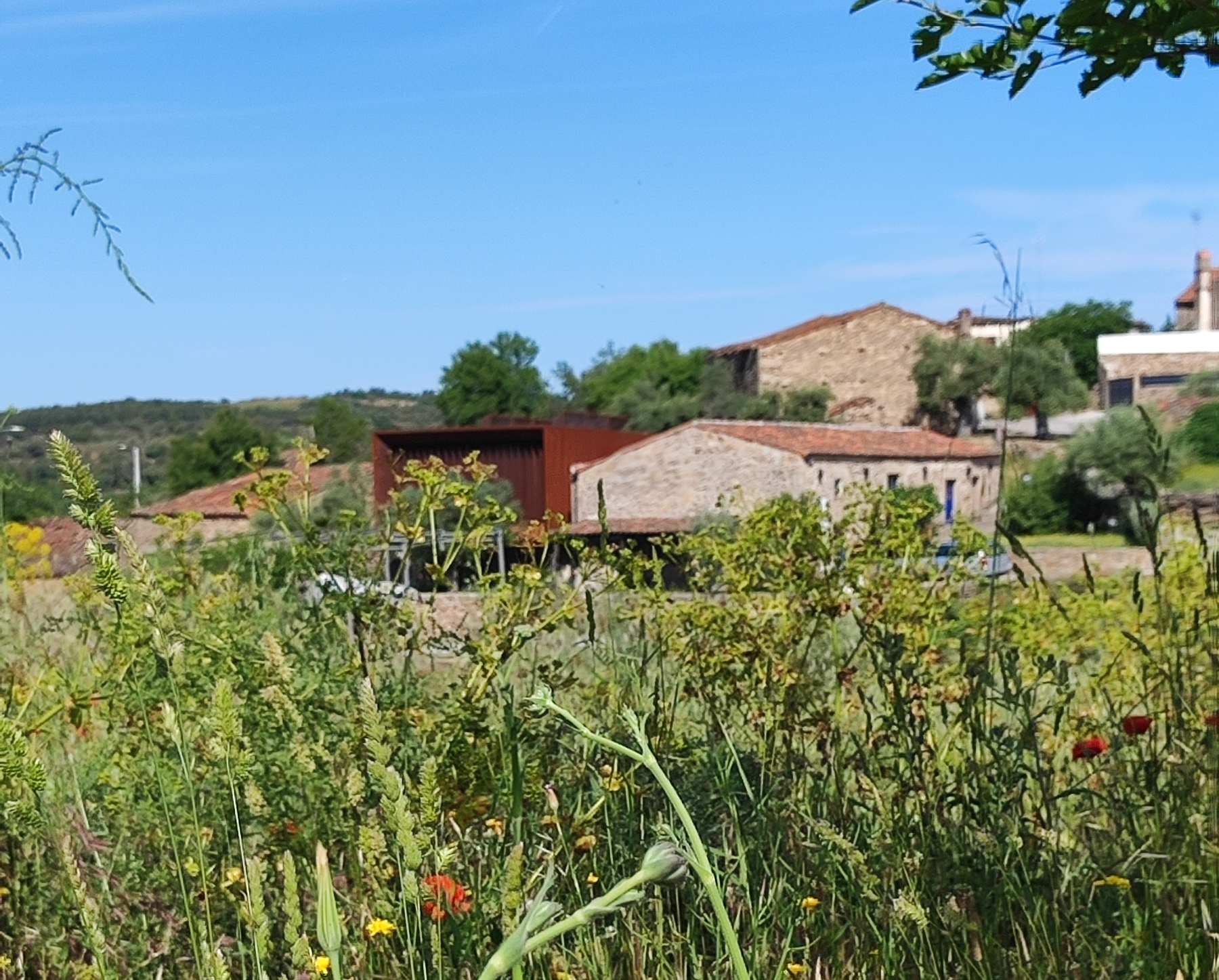
Panorâmica do Ecomuseo

O centro de interpretação existente foi transformado num ecomuseo, com a aquisição de uma casa tradicional. Conta com uma sala com uma exposição permanente sobre o passado do povoado de Picote, que conta a história da ocupação humana neste território.
O ecomuseo faz parte de um projeto de valorização do meio ambiente e do património rural. Celebrou acordos com o Museu Abade de Baçal, em Bragança, para o traslado dos vestígios ali conservados, com destaque para um conjunto de estelas funerárias de origem romana descobertas em Picote na década de 1950.

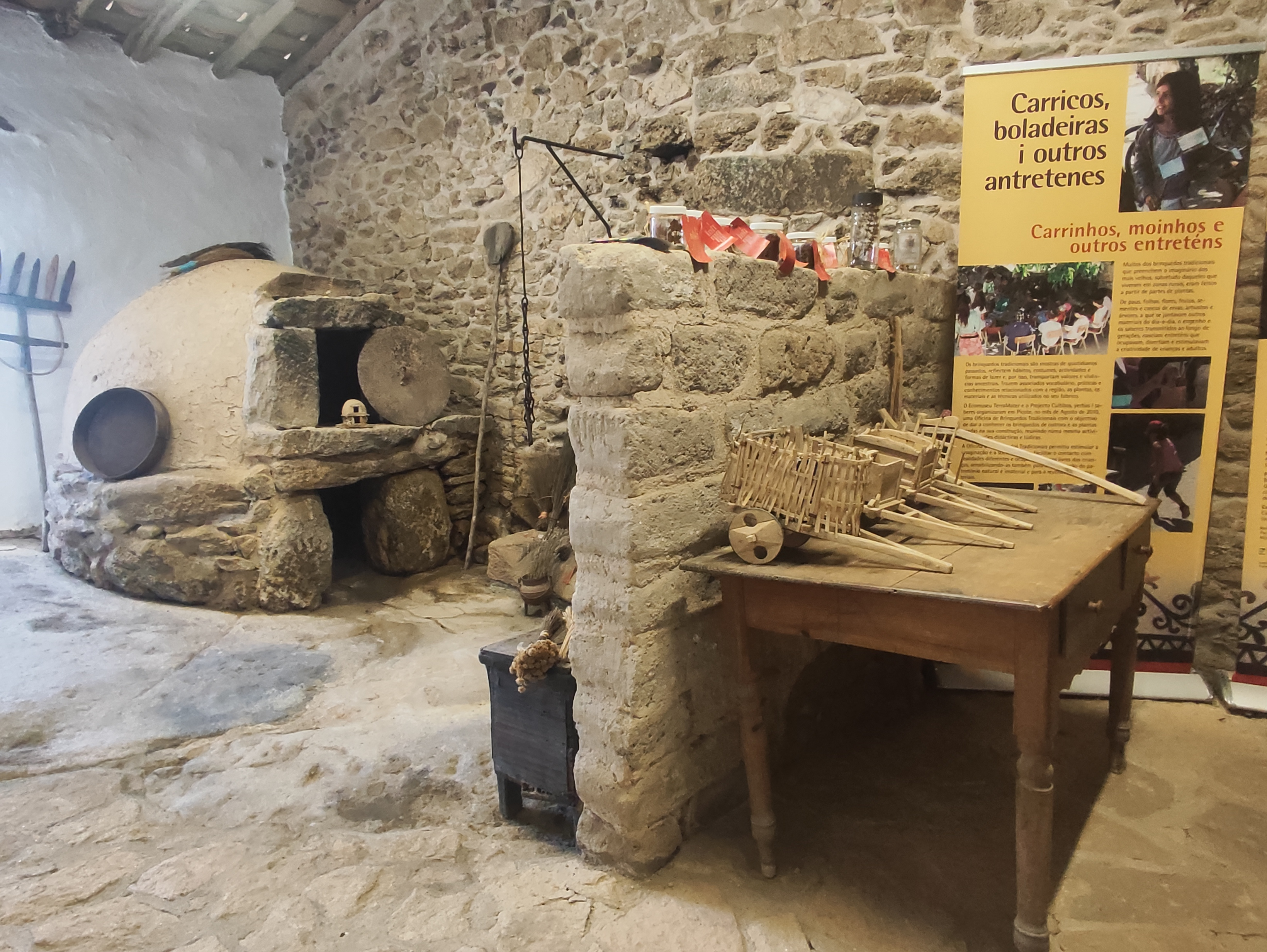
Cozinha

## Coleções
Centra-se nos quatro elementos principais — água, terra, fogo e ar — e propõe atividades para promover e potenciar estes elementos, bem como as práticas tradicionais da região. Além disso, é um museu ligado à cultura e à língua mirandesas através da Associação Frauga, cujos objetivos são: estudar, salvaguardar e defender o património cultural e natural da região de Picote; promover e desenvolver atividades de sensibilização e formação que potencien os recursos humanos locais, tendo em vista atingir os objetivos estatutários; promover o desenvolvimento local, entendido como um processo de melhoria das condições de vida socioeconómicas da população; e, em geral, salvaguardar os interesses de Picote.

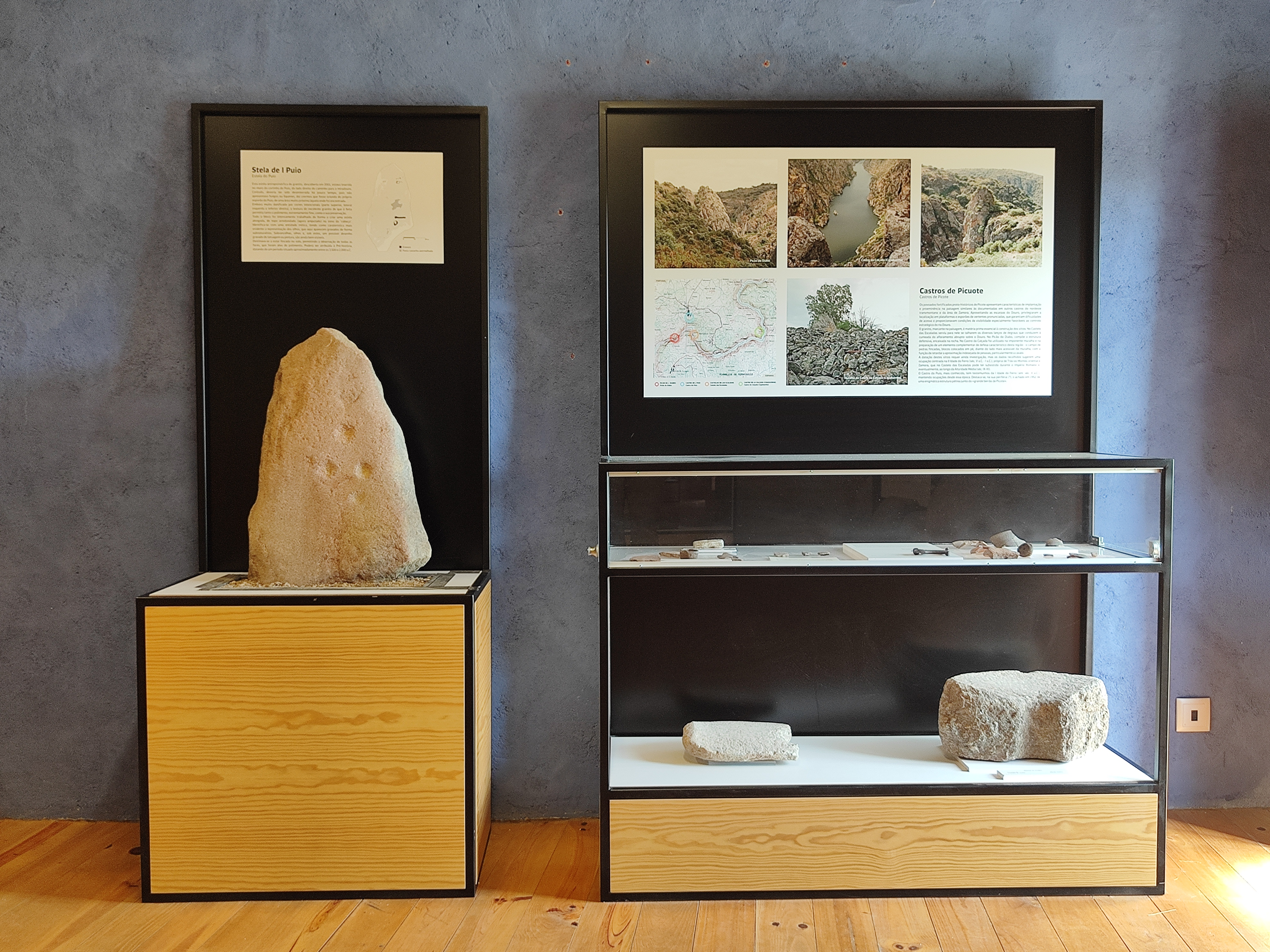
Prehistoria